# Peradong
Peradong is een bestuurslaag in het regentschap Bangka Barat van de provincie Bangka-Belitung, Indonesië. Peradong telt 1821 inwoners (volkstelling 2010).